# Steel Pulse
Steel Pulse er en engelsk reggaegruppe fra Handsworth, Birmingham. Gruppen blev dannet i 1975 af David Hinds (født 15. juni 1956 i Birmingham), Basil Gabbidon (født 29. oktober 1955 i Kingston, Jamaica), Ronald McQueen (født 7. december 1955 i Norant Bay, Jamaica) og Selwyn Brown (født 4. juni 1956 i Paddington, London).
De fire grundlæggere voksede alle op i Handsworth, hvor de – inspireret af især Bob Marley – begyndte at skrive sange, som de optrådte med på pubber og klubber i Birmingham-området. I løbet af 1976 og 1977 udvidedes Steel Pulse med Michael Riley (født 2. august 1956 i Marston Green, Birmingham), Alphonso Martin (født 20. marts 1956 i Handsworth) og Steve Nesbitt (født 15. marts 1948 på Nevis i Vestindien) – alle tre også opvokset i Handsworth.
Gruppen indspillede sin første single, "Kibudu, Mansatta And Abuku", i 1976, men nåede først ud til et bredere publikum i 1977, da de optrådte på samme plakat som punkbandet Generation X.
David Hinds, som fra starten var gruppens leder og førende komponist, var en politisk moralist, og han var med både manende sange som "Ku Klux Klan" og iørefaldende kærlighedssange som "Throne Of Gold" stærkt medvirkende til at give den britiske reggae en selvstændig identitet og musikalsk profil. Foruden om altid aktuelle politiske emner som racisme, politibrutalitet og miljøspørgsmål handlede hans tekster også om håb og drømme, omsorg og danseglæde.
Steel Pulse har flere gange givet koncerter i Danmark, senest i Pumpehuset i København d. 25. november 1988.

## Diskografi

### Album
- Handsworth Revolution (1978)
- Tribute to the Martyrs (1979)
- Caught You (1980)
- True Democracy (1982)
- Earth Crisis (1984)
- Babylon the Bandit (1986)
- State of Emergency (1988)
- Victims (1991)
- Vex (1994)
- Rage and Fury (1997)
- African Holocaust (2004)

### Live album
- Rastafari Centennial – Live In Paris (Elysee Montmartre) (1992)
- Living Legacy (1998)
- Living Legend (2002)

### Opsamlinger
- Short Circuit – Live at the Electric Circus (1977) (one track – Makka Splaff)
- Urgh! A Music War (1981)
- Reggae Greats (1984)
- Smash Hits (1993)
- Rastanthology (1996)
- Sound System: The Island Anthology (1997)
- Ultimate Collection (2000)
- 20th Century Masters: The Millennium Collection: The Best of Steel Pulse (2004)